# Oligurie
Oligurie (von altgriechisch ὀλίγος olígos, deutsch ‚wenig, klein‘ und lateinisch urina bzw. altgriechisch οὖρον oúron, deutsch ‚Harn‘), auch Oligoanurie genannt, bezeichnet eine Minderfunktion der Nieren, bei der das Harnvolumen beziehungsweise die Harnmenge (Uroflow) vermindert sind.
In der modernen Medizin werden die Begriffe Polyurie, Oligoanurie, Oligurie und Anurie kaum noch verwendet. Denn zur Bestimmung ist zwingend die „Messung der 24-Stunden-Menge (Urinuntersuchung am Krankenbett)“ erforderlich. Dieses Urinsammelverfahren ist aufwändig und unpraktisch.  Heute verlässt man sich bei der Bestimmung der Nierenfunktion auf die Glomeruläre Filtrationsrate.

## Definitionen
Bei erwachsenen Menschen spricht man von einer Oligurie, wenn die pro Tag produzierte Menge von Urin (normal 0,7 bis 1,5 Liter) weniger als 500 ml (früher: 600 ml) beträgt. Eine ähnliche Definition kennt eine kleinere Obergrenze: „Die traditionelle Definition ist: Oligurie: Urinausscheidung von weniger als 400 ml in 24 Stunden.“ Oder weniger als 20 ml pro Stunde. Bei einer Normierung auf das Körpergewicht gelten 500 µl/h pro Kilogramm als Grenzwert.
Bei einer weiteren Verminderung der Urinproduktion (auf weniger als 100 ml pro Tag) wird von einer Anurie gesprochen. Analoges gilt auch für viele Tiere. „Die Oligurie ist keine eigentliche Krankheit, sondern ein Symptom.“
„Eine Oligurie ist niemals normal, da mindestens 400 ml maximal konzentrierter Urin produziert werden müssen, um die obligate tägliche osmolare Last auszuscheiden. Die Nonologurie bezeichnet eine Harnausscheidung von mehr als 400 ml pro Tag bei Patienten mit akuter oder chronischer Azotämie.“
Eine andere Definition normiert den Harnfluss auf die Körperoberfläche. „Oligurie ist definiert als Urinausscheidung unter 300 ml/m²/Tag.“ Gemeint sind 300 ml/d pro Quadratmeter Körperoberfläche.
In der stationären Phase des akuten intrarenalen Nierenversagens (mit Oligurie, Azotämie und Hyperkaliämie) beträgt die durchschnittliche Harnausscheidung 150 ml pro Tag.

## Föten und Säuglinge
Beim Fötus beginnt die Uropoese in der zwölften Schwangerschaftswoche. Am Ende der Gravidität werden 30 bis 60 ml/h produziert.
Neugeborene haben einen Urinfluss von 1 bis 3 ml/h pro Kilogramm Körpergewicht. Bei Neugeborenen ist die Oligurie definiert als eine Urinausscheidung von weniger als 1 ml/h pro Kilogramm.
Bei Säuglingen wird die Oligurie definiert als Urinfluss von weniger als 1 ml/h pro Kilogramm Körpergewicht. Hier werde die Oligurie nicht von einer Niereninsuffizienz verursacht.

## Kinder
„Die Oligurie ist definiert als eine Reduktion der Urinausscheidung auf < 0,5 ml/kg/h bei Kindern.“ Die richtige Maßeinheit lautet ml/h pro Kilogramm Körpermasse, denn die Division ist nicht assoziativ. Bei Kindern liegt das dritte Stadium des akuten Nierenversagens vor bei einer Anurie über zwölf Stunden oder bei einer Reduktion des Urinflusses auf unter 3 ml/h pro Kilogramm Gewicht über mehr als 24 Stunden.

## Ursachen
Die Oligurie kennt grundsätzlich vier verschiedene Ursachen:
- extrazellulärer Volumenmangel und Wasserdefizit
- vermindertes effektives Blutvolumen (zum Beispiel Herzinsuffizienz)
- akute oder chronische Niereninsuffizienz
- Obstruktion der Harnwege

Neben den Ursachen für eine Anurie, nämlich Obstruktion der ableitenden Harnwege und Anti-GBM-Erkrankung, kommen bei der Oligurie noch andere Ursachen in Frage. Dies sind eine schwere Dehydratation oder Patienten mit einer Herzinsuffizienz, die ACE-Hemmer oder Diuretika einnehmen. Im ersten Fall erhöht die Niere ihre tubuläre Rückresorption über den ADH-Mechanismus und somit kommt weniger Endharn zur Ausscheidung. Im Endstadium einer chronischen Niereninsuffizienz (Dialysebehandlung) besteht meist eine Oligo-Anurie mit dem Risiko einer Flüssigkeitsüberladung.
Somit kann die Oligurie auf eine zu niedrige Flüssigkeitsaufnahme hinweisen. Bei älteren Menschen geschieht dies häufig aufgrund des im Alter verminderten Durstgefühls und einer damit absolut unzureichenden Flüssigkeitsaufnahme. Eine Oligurie kann aber auch auftreten, wenn Menschen mit einem erhöhten Flüssigkeitsverlust, zu dem es z. B. bei großer körperlicher Anstrengung (Schwerarbeiter, Sportler; Schwitzen) oder bei einem bestehenden Diabetes mellitus kommen kann, relativ unzureichend trinken. In schweren Fällen führt so ein Kreislaufschock zur Oligurie.
Beim Hantafieber basiert das oligurische Stadium auf einer Tubulusnekrose an der Rinden-Mark-Grenze infolge lokaler und systemischer Zirkulationsstörungen.

## Pathophysiologie
Die Oligurie gilt heute als ein Symptom der Niereninsuffizienz. Das wurde früher angezweifelt: „Es kann allerdings auch Niereninsuffizienz einfach durch Oligurie oder Anurie eintreten.“ Zum Beispiel kommt es (nach alter Ansicht) bei Schrumpfnieren zuerst zur Polyurie (Zwangspolyurie), dann zur Pseudonormalurie und zur Oligurie mit anschließendem Exitus bei Anurie. „Eine Oligurie entwickelt sich erst im Terminalstadium der Niereninsuffizienz.“
Zur Anurie kommt es unabhängig von der glomerulären Filtration, wenn die tubuläre Rückresorption zunimmt. Dann ist die Oligurie Zeichen einer guten Funktion der Nierenkanälchen und nicht einer schlechten Glomerulumfunktion.

## Harnstau
Zu einem Harnstau kommt es demgegenüber bei einem Verschluss oder einer anderweitigen Funktionsbeeinträchtigung der ableitenden Harnwege. Im Bereich des unteren Harntrakts (Harnblase und Harnröhre) kommt es dabei zu einer beeinträchtigten Harnausscheidung, die als Oligurie imponieren kann. Eine chronische Abflussbehinderung im Bereich nur eines Harnleiters kann dagegen trotz der möglichen Zerstörung der vorgeschalteten Niere völlig asymptomatisch bleiben, da eine gesunde Einzelniere über ausreichende Kompensationsmöglichkeiten verfügt.

## Diagnostik
„Jede Anurie beziehungsweise Oligurie unklarer Genese muss an eine Intoxikation denken lassen, sie stellt im Übrigen grundsätzlich eine absolute Indikation zur eingehenden urologischen Untersuchung dar.“ Bei intakter Nierenfunktion findet man bei der Oligurie ein hohes spezifisches Gewicht; oft sind dem Harn Spuren von Eiweiß, Erythrozyten und Harnzylinder beigemengt.
Urologen ermitteln das Ausmaß der Oligurie im Rahmen der Uroflowmetrie mit dem Urinsammelverfahren. Gemessen wird hier das Miktionsvolumen V pro Stunde oder pro Tag; das entspricht der Harnflussrate R während des erforderlichen Zeitintervalls. Bei Kleinkindern und Inkontinenten können die Windeln gewogen werden.

## Therapie
Wenn die Oligurie im Rahmen einer akuten postinfektiösen Glomerulonephritis auftritt, „sollte die Trinkmenge entsprechend eingeschränkt werden.“ In der Kinderheilkunde wird Ähnliches empfohlen: „Bei Oligurie Urinersatz“ durch Infusionen im Rahmen eines Flüssigkeitsmanagements.
In der Sportphysiologie (zum Beispiel beim Marathonlauf) und in der Intensivmedizin (zum Beispiel beim Multiorganversagen) muss dagegen an einen Ausgleich des Flüssigkeitsdefizits (→ Durst, → Narkose) gedacht werden, wenn die Oligurie auf einer gesteigerten kompensatorischen Tubulusrückresorption beruht.

## Geschichte
Früher wurde bei Nierenerkrankungen zur Erklärung der Nonnenbruch-Syndrome unterschieden zwischen
- Oligurie mit hohem spezifischem Gewicht und
- Oligurie mit niederem spezifischem Gewicht (Hyposthenurie)
  - ohne Niereninsuffizienz
  - mit Niereninsuffizienz[34]

Eine seltene Ursache für eine Oligurie mit Hyponatriämie ist eine Porphyrieattacke im Rahmen einer akuten intermittierenden Porphyrie. Hierfür wurden 1984 Flüssigkeitsverluste, Elektrolytverluste, eine Natriumverlust-Nephropathie und eine inadäquate Adiuretinproduktion verantwortlich gemacht.
Früher wurde der Verlauf des akuten Nierenversagens in
- eine oligurische Phase („oligoanurische Phase“[36]) und in
- eine polyurische Phase (sogenannte Zwangspolyurie bei der chronischen Niereninsuffizienz)

eingeteilt.
Eine ebenfalls alte Definition lautete: „Tagesmengen unter 500 ccm und über 2000 ccm sind als pathologisch anzusehen.“
Früher behandelte man die „Oligurie im Gefolge der kardialen Dekompensation …neben einer genügenden Strophanthinisierung beziehungsweise Digitalisierung“ auch mit Purinderivaten wie Theobromin und Theophyllin.

## Abgrenzungen
Das Gegenteil der Oligurie ist die Polyurie, nicht zu verwechseln mit der Pollakisurie (altgriechisch πολλάκις pollakis, deutsch ‚häufig‘) und mit der Oligakisurie (ὸλιγάκις oligakis, deutsch ‚selten‘). Die Verschlimmerung (Exazerbation) der Oligurie ist die Anurie. Abzugrenzen ist außerdem die Nonoligurie (lateinisch non ‚nicht‘; altgriechisch ὀλίγος oligos, deutsch ‚wenig‘; οὖρον ouron, deutsch ‚Harn‘); bei erwachsenen Patienten mit akuter oder chronischer Azotämie beträgt hier als Folge einer Tubulusnekrose die Harnausscheidung mehr als 400 ml am Tag.